# Allāh Nūr
Allāh Nūr (persiska: اَلّاه نور, قَرِه مِشك, الله نور) är en ort i Iran.   Den ligger i provinsen Golestan, i den norra delen av landet, 500 km nordost om huvudstaden Teheran. Allāh Nūr ligger 312 meter över havet och antalet invånare är 184.
Terrängen runt Allāh Nūr är kuperad. Runt Allāh Nūr är det ganska glesbefolkat, med 27 invånare per kvadratkilometer. Närmaste större samhälle är Pūst Darreh, 11,0 km nordost om Allāh Nūr. Omgivningarna runt Allāh Nūr är i huvudsak ett öppet busklandskap.